# Куковичи (Черниговская область)
Кукови́чи — село в Корюковском районе (до 17 июля 2020 года — в Менском районе), центр сельского совета. Расположены на правом берегу реки Десны, в 12 км от районного центра и в 10 км от железнодорожной станции Макошино на линии Бахмач — Новобелицкая. Население — 1380 человек. Сельсовету подчинены населенные пункты Куковичское, Память Ленина, Червоный Маяк.

## История
Куковичи известны с начала XVIII века. В XIX веке село было в составе Менской волости Сосницкого уезда Черниговской губернии. Советская власть установлена в январе 1918 года. В 1923 году возникло первое коллективное хозяйство «Маяк». На фронтах Великой Отечественной войны сражались 445 местных жителей, 138 из них удостоены орденов и медалей СССР, 298 погибли. В селе сооружены памятник в честь воинов, павших при освобождении села, а также умерших от ран в военном госпитале в 1941 г., и обелиск Славы в честь воинов-односельчан, отдавших жизнь за свободу Родины.